# Canisius College

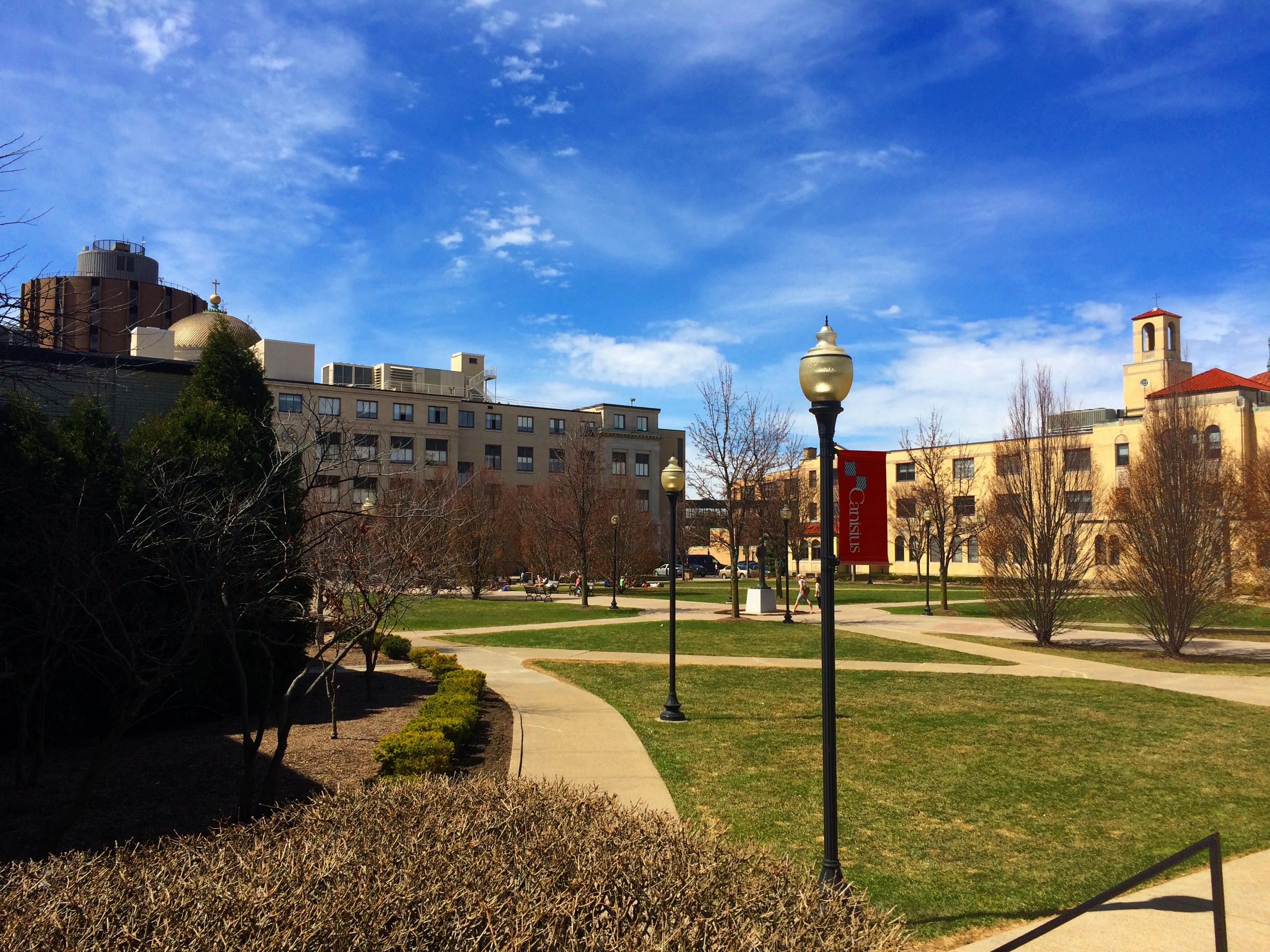
Campus

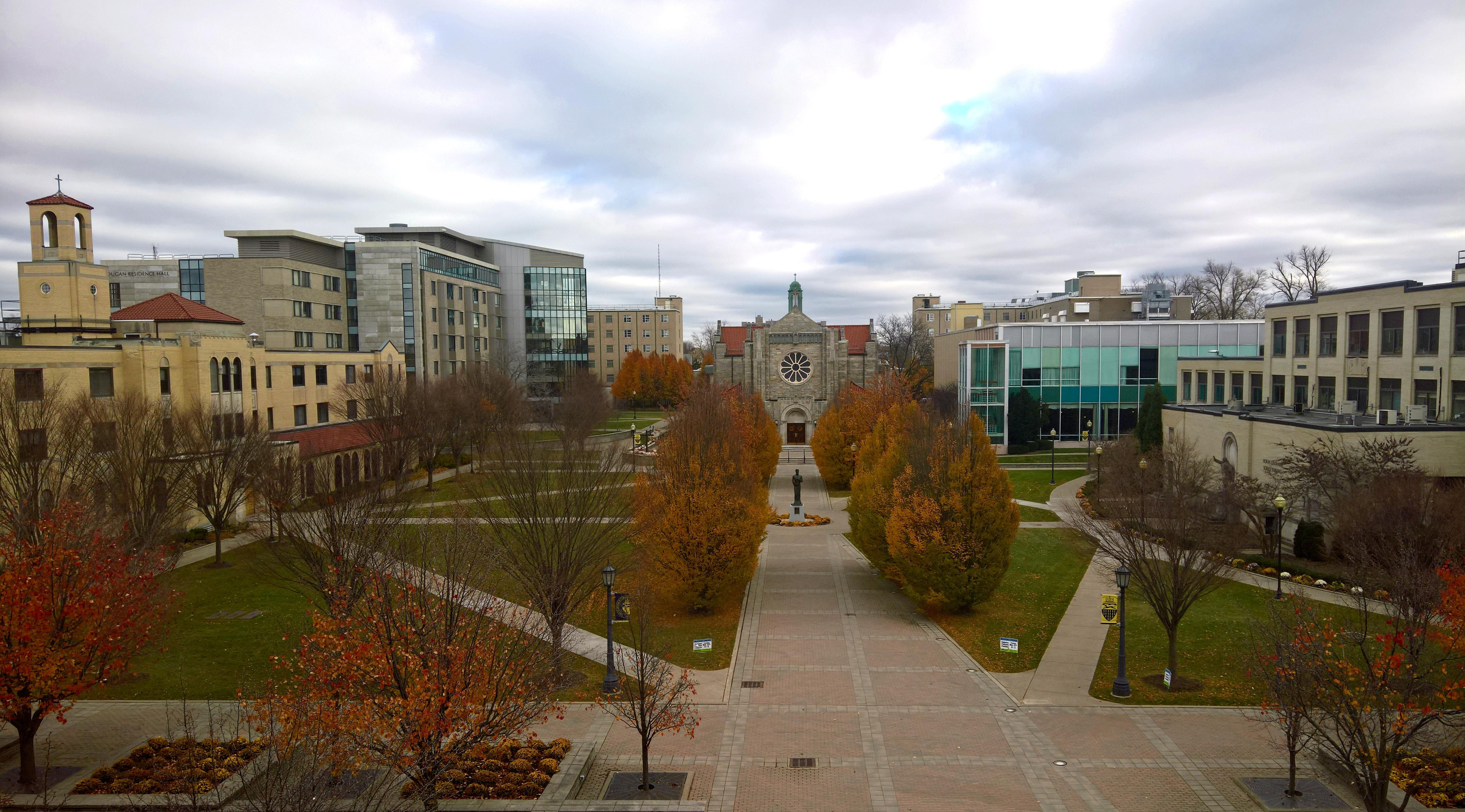
Campus

Das Canisius University (vor dem 1. August 2023 als Canisius College bekannt) in Buffalo, Bundesstaat New York, Vereinigte Staaten von Amerika, ist eine Privatuniversität, die von deutschen Jesuiten gegründet wurde. Bereits vor dem Ersten Weltkrieg wurde das College von der Verantwortung der deutschen Jesuitenprovinz in die der amerikanischen übergeben.

## Schulphilosophie
Das College strebt gemäß Jesuitentradition die ganzheitliche Person zu fördern und das geistige, intellektuelle, emotionale und physische Leben des Individuums zusammenzubringen. Der Wahlspruch lautet: Where leaders are made.

## Geschichte
Die 1870 gegründete Privatuniversität ist eine der 28 US-amerikanischen Jesuiten-Hochschulen und liegt im Westteil des Bundesstaates New Yorks. In dem veröffentlichten Ranking des U.S. News & World Reports zählt sie zu einer der besten Gesamtuniversitäten in der Nordregion und belegt in der Liste der USA den 367. Platz. Die Universität bietet über 70 Studienbereiche an und verfügt z. B. über eine Hochschule für Künste und Wissenschaften, eine Schule für Wirtschaftswissenschaften, eine Schule für Humanwissenschaften und Pädagogik. Das Canisius College pflegt Verbindungen mit Hochschulen und Universitäten auf der ganzen Welt, so auch mit der FHW Berlin School of Economics, der Technischen Universität Dortmund und ist Mitglied der Association of Jesuit Colleges and Universities.
Am 27. April 2023 gab Canisius bekannt, dass es beim Board of Regents des New York State Education Department (NYSED) erfolgreich einen Antrag auf Ernennung einer Universität gestellt hat. Am 1. August 2023 wurde der Name offiziell in Canisius University geändert.

## Campus
Der Campus erstreckt sich auf ein Gelände von 58 Morgen und verteilt sich auf 37 Gebäude.

### Studienangebote
Neben den bereits erwähnten Hochschulen bietet das College Studiengänge für Biologie, Chemie und Pädagogik an, in diesen Studiengängen verzeichnete das College einen hohen Prozentsatz an graduierten Abschlüssen.

## Zahlen zu den Studierenden, den Dozenten und zum Vermögen
Im Herbst 2021 waren 2.630 Studierende am Canisius College eingeschrieben. Davon strebten 1.866 (71,0 %) ihren ersten Studienabschluss an, sie waren also undergraduates. Von diesen waren 51 % weiblich und 49 % männlich; 3 % bezeichneten sich als asiatisch, 10 % als schwarz/afroamerikanisch, 7 % als Hispanic/Latino und 67 % als weiß. 764 (29,0 %) arbeiteten auf einen weiteren Abschluss hin, sie waren graduates. Es lehrten 284 Dozenten an der Universität, davon 126 in Vollzeit und 158 in Teilzeit.
Im Jahr 2007 waren 3.468 Studierende eingeschrieben und das College beschäftigte 1.389 Mitarbeiter.
Der Wert des Stiftungsvermögens der Universität lag 2021 bei 160 Mio. US-Dollar und damit 28,5 % höher als im Jahr 2020, in dem es 124 Mio. US-Dollar betragen hatte.

### Sport
Das Sportangebot am College gilt für männliche und weibliche Studenten und umfasst zum Beispiel Baseball, Eishockey, Fußball, Golf, Volleyball, Synchronschwimmen und Softball, insgesamt bestehen die Aktivitäten aus 17 Sportarten, besonders erfolgreich ist das Basketballteam und die Eishockeymannschaft.

### Ausbildungsstätte für Reserveoffiziere
Das College beherbergt eine Ausbildungsstätte für Reserveoffiziere (Bataillonsstärke) für den Bezirk West New York. Dieses Reserve Officer Training Center (ROTC) rekrutiert sich aus mehreren Hochschulen des Staates New York. Die Studenten können sich als Freiwillige melden und erhalten neben ihrem Studium auch Einweisungen und Ausbildungen auf dem Militärwesen. Mit der Ernennung zum Kadetten haben sie die Möglichkeit in die regulären Streitkräfte einzutreten.

### Persönlichkeiten
Lehrbeauftragte:
- Margo De Mello

Abgänger:
- Cory Conacher, kanadischer Eishockeyspieler
- Darren Fenn, US-amerikanischer Basketballspieler
- Michael Meeks, kanadischer Basketballspieler